# How's the World Treating You?
How's the World Treating You? ("¿Cómo está el mundo tratándote?") es una canción compuesta por Chet Atkins y Boudleaux Bryant la cual grabó Elvis Presley en 1956 para su segundo álbum Elvis.  En Europa el tema también fue editado como disco sencillo con Ready Teddy en su lado B.  Elvis junto a sus músicos interpretaron la canción dándole un estilo fusionado entre balada country, western y rockabilly.

## Grabación
Elvis grabó la canción el 1 de septiembre de 1956 en los estudios Radio Recorders de Hollywood, California. Durante las sesiones, además de la grabación de su voz, Presley también alternó versiones donde tocó la guitarra acústica mientras que en otras se acompañó tocando el piano. Las sesiones fueron presenciadas por pocas personas ajenas al grupo de músicos, con la excepción del actor Nick Adams y la actriz Natalie Wood, que era novia de Elvis en esos momentos. 
Si bien el estudio tenía asignado al productor Steve Sholes para supervisar las grabaciones, Elvis asumió casi por completo ese rol eligiendo las canciones que iba a grabar y liderando las tomas.

### Músicos
- Elvis Presley - voz, guitarra rítmica acústica y piano
- Scotty Moore - guitarra eléctrica
- Bill Black - contrabajo
- Gordon Stoker - piano
- D. J. Fontana - batería
- The Jordanaires . coros

## Letra
La canción habla sobre una pareja que ha roto su relación desde hace ya algún tiempo y él le describe a la mujer cómo han sido sus días y lo desesperanzado que se encuentra, al punto de que cada día que pasa sin ella se asemeja a un triste día lunes, que cada cosa que le interesaba ha sido rota en dos y que cada uno de sus sueños también han sido destrozados. En todo momento el interlocutor recurre a preguntarle a su antigua pareja cómo está el mundo tratándola, que de manera metafórica se refiere a cómo le están yendo sus cosas. 
I've had nothing but sorrow
Since you said we were through
There's no hope for tomorrow
How's the world treating you?
Every sweet thing that mattered
Has been broken in two
All my dreams have been shattered

How's the world treating you?

## Ediciones
- Elvis (álbum) - RCA 1956 [5]
- Strictly Elvis - RCA EP 1957 [5]
- How's The World Treating You (Europa( Sencillo RCA 1957 [2]
- Long Tall Sally -  EP RCA Victor 1964 [5]
- Goldene Serie International - RCA 1977 [5]